# 稲葉志津
稲葉志津（いなばしづ）は、南北朝時代に作られたとされる日本刀（短刀）である。日本の重要文化財に指定されており、愛知県の個人が収蔵している。

## 概要

### 刀工・志津三郎兼氏について
南北朝時代の刀工・志津三郎兼氏により作られた刀である。兼氏は、元々大和国手掻派（てがいは）出身の刀工であり、大和国では包氏（かねうじ）と名乗っていた。大和鍛冶として日本刀の五ケ伝の一つである大和伝を習得したのち、相州伝の代表的刀工である五郎入道正宗に弟子入りし相州伝の手法も会得する。後世には正宗から相州伝の手法を会得した名工として正宗十哲の一人に名を挙げられるようになる。その後は「兼氏」と改名し、美濃国志津村の土地に移住してからは「志津三郎兼氏」と名乗るようになり、刀工一派として志津派を形成するに至る。なお、兼氏の死後は志津派の刀工たちが志津村に隣接する直江村に活動拠点を移したことから直江志津派と称するようになり、大和伝と相州伝を融合させた美濃伝を確立して刀工の一大流派として繁栄するようになる。なお、本作は兼氏が切った元々の銘が残っておらず、安土桃山時代に活躍した刀剣鑑定を家業とする本阿弥光徳によって兼氏の作刀だと断定され、朱銘で「志津」、「本阿（花押）」が遺されていた。ただし、現在ではその朱銘がほぼ剝落している。

### 名前の由来
稲葉志津の名前の由来は、西美濃三人衆の一人である稲葉良通の孫にあたる道通が所持してことによる。道通は稲葉江を所持していたとされる重通の五男として初め伊勢国岩手城の城主となり、関ヶ原の戦いによる軍功から伊勢国田丸藩初代藩主になった人物である。本作は道通によって徳川家康へ献上されることなり、次いで家康より甲斐国府中城城主である浅野幸長へ下賜される。後に浅野家から徳川将軍家へ再度献上されることになる。

### 黒田家へ伝来
1600年（慶長5年）6月6日に家康の養女である栄姫が、当時豊前国中津城城主であった黒田長政と婚約した際に、家康から長政へ本作と則重作の刀が婿引出物として贈られた。長政は本作が贈られたことを大いに喜び、京都の御用商人であった三木了清・大文字屋養清に命じて刀袋を作らせた。この刀袋は「稲葉志津」の四字が織り込まれており、その文字は本阿弥光徳に書かせたものが基になっているとされている。また、黒田家伝来の経緯には異説も存在し、『黒田御家御重宝故実』によれば、長政の嫡男である忠之が1615年（元和元年）3月に勃発した大坂冬の陣にて出陣したが戦に間に合わなかった。しかし、家康と秀忠の前で乗馬の台覧の栄に浴することになり、その身のこなしが素晴らしかったため家康より褒美として本作が与えられたというものである。しかし、福永によれば、実際に家康より与えられた刀は粟田口則国の脇差であり、本作では無いようであると述べている。
いずれにしても本作は福岡黒田家に伝来し続けたようであり、江戸時代中期、徳川8代将軍徳川吉宗が本阿弥家に命じて編纂させた名刀の目録である『享保名物帳』にも「松平肥前守」名義にて本作が掲載されている。1934年（昭和9年）12月20日には黒田長成侯爵名義で重要美術品に認定された。続いて1939年（昭和14年）5月27日には同人名義で国宝保存法に基づく国宝（旧国宝）に指定される。戦後の文化財保護法施行後は重要文化財に指定され、その後は福岡黒田家を離れて愛知県の個人が所有している。

## 作風

### 刀身
刃長（はちょう、刃部分の長さ）は25.4センチメートル、反り（切先から鎺元まで直線を引いて直線から棟が一番離れている長さ）はわずかに内反りとなっている。造込（つくりこみ）は、平造（ひらつくり、鎬を作らない平坦な形状のもの）であり、棟は三ツ棟となっている。鍛えは板目（板材の表面のような文様）流れ肌立ちこころ、地沸（じにえ、平地＜ひらじ＞の部分に鋼の粒子が銀砂をまいたように細かくきらきらと輝いて見えるもの）が厚くつく。地景（じけい、地鉄の中にある線のような模様）が入り、地斑（じふ、地鉄の中に黒く色の異なる斑点）が交っている。
刃文（はもん）は下半分は焼きが低く、焼き幅の振幅が大きくなる。湾れ（のたれ、波打つような刃文）に大互の目と互の目（ぐのめ、丸い碁石が連続したように規則的な丸みを帯びた刃文）交っている。茎（なかご、柄に収まる手に持つ部分）長は9.5センチメートルあり、生ぶ（磨上など行っていない作刀当初の茎の形を残していること）である。茎尻は栗尻（くりじり、栗の様にカーブがかっていること）となっており目釘孔は1個、裏表に光徳の朱銘の痕跡がある。

### 外装・その他
本作には金無垢二重鎺が附属しており、鎺（はばき、刀身の手元の部分にとめる金具）の指裏側台尻には「埋忠重義」と彫られている。「埋忠重義」は京都を中心に刀工、白銀師や鐔師として活躍した埋忠一門の銘であり、江戸時代を通して同一銘の者が複数いる。本作に付属する鎺の作者は、鎺の銘振りと静嘉堂文庫に収蔵されている埋忠重義作の脇差の銘振りが酷似していることから、埋忠一門の開祖と言われている埋忠明寿の弟もしくは養子とされる重義（通称名は彦次郎）であると推測される。また、「稲葉志津」の四字が織り込まれた紺地藤巴文金襴の刀袋も遺されている。